# Temporada 1999-2000 de los Milwaukee Bucks
La temporada 1999-2000 fue la trigesimosegunda de los Milwaukee Bucks en la NBA. La temporada regular acabó con 42 victorias y 40 derrotas, ocupando el octavo puesto de la Conferencia Este, clasificándose para los playoffs, en los que perdió en primera ronda ante los Indiana Pacers.

## Elecciones en elDraft
| Ronda | Puesto | Jugador     | Posición | Nacionalidad   | Universidad |
| ----- | ------ | ----------- | -------- | -------------- | ----------- |
| 2     | 48     | Galen Young | Alero    | Estados Unidos | Charlotte   |

## Temporada regular
| División Central    | División Central | División Central | División Central | División Central | División Central | División Central | División Central | División Central |
| Equipo              | G                | P                | %                | PD               | Casa             | Fuera            | Div              |                  |
| ------------------- | ---------------- | ---------------- | ---------------- | ---------------- | ---------------- | ---------------- | ---------------- | ---------------- |
| y-Indiana Pacers    | 56               | 26               | .683             | –                | 36–5             | 20–21            | 20–8             |                  |
| x-Charlotte Hornets | 49               | 33               | .598             | 7                | 30–11            | 19–22            | 20–8             |                  |
| x-Toronto Raptors   | 45               | 37               | .549             | 11               | 26–15            | 19–22            | 16–12            |                  |
| x-Detroit Pistons   | 42               | 40               | .512             | 14               | 27–14            | 15–26            | 16–12            |                  |
| x-Milwaukee Bucks   | 42               | 40               | .512             | 14               | 23–18            | 19–22            | 16–12            |                  |
| Cleveland Cavaliers | 32               | 50               | .390             | 24               | 22–19            | 10–31            | 8–20             |                  |
| Atlanta Hawks       | 28               | 54               | .341             | 28               | 21–20            | 7–34             | 11–17            |                  |
| Chicago Bulls       | 17               | 65               | .207             | 39               | 12–29            | 5–36             | 5–23             |                  |

## Playoffs

### Primera ronda
Indiana Pacers vs. Milwaukee Bucks
| Fecha       | Partido                                | Ciudad       |
| ----------- | -------------------------------------- | ------------ |
| 23 de abril | Indiana Pacers 88, Milwaukee Bucks 85  | Indianapolis |
| 27 de abril | Indiana Pacers 91, Milwaukee Bucks 104 | Indianapolis |
| 29 de abril | Milwaukee Bucks 96, Indiana Pacers 109 | Milwaukee    |
| 1 de mayo   | Milwaukee Bucks 100, Indiana Pacers 87 | Milwaukee    |
| 4 de mayo   | Indiana Pacers 96, Milwaukee Bucks 95  | Indianapolis |
|             | Indiana Pacers gana las series 3-2     |              |

## Estadísticas

### Temporada regular
| Jugador          | PJ | PT | MPP  | %TC  | %3P  | %TL  | RPP | APP | ROB | TPP | PPP  |
| ---------------- | -- | -- | ---- | ---- | ---- | ---- | --- | --- | --- | --- | ---- |
| Ray Allen        | 82 | 82 | 37.4 | 45.5 | 42.3 | 88.7 | 4.4 | 3.8 | 1.3 | 0.2 | 22.1 |
| Glenn Robinson   | 81 | 81 | 35.9 | 47.2 | 36.3 | 80.2 | 6.0 | 2.4 | 1.0 | 0.5 | 20.9 |
| Sam Cassell      | 81 | 81 | 35.8 | 46.6 | 28.9 | 87.6 | 3.7 | 9.0 | 1.3 | 0.1 | 18.6 |
| Tim Thomas       | 80 | 1  | 26.2 | 46.1 | 34.6 | 77.4 | 4.2 | 1.4 | 0.7 | 0.4 | 11.8 |
| Scott Williams   | 68 | 46 | 21.9 | 50.0 | 0.0  | 72.9 | 6.6 | 0.4 | 0.6 | 1.0 | 7.6  |
| Dale Ellis       | 18 | 0  | 18.0 | 46.5 | 35.4 | 66.7 | 1.9 | 0.3 | 0.3 | 0.0 | 6.8  |
| Vinny Del Negro  | 67 | 0  | 18.1 | 47.1 | 33.3 | 89.7 | 1.6 | 2.4 | 0.5 | 0.0 | 5.2  |
| Darvin Ham       | 35 | 21 | 22.6 | 55.5 | 0.0  | 44.9 | 4.9 | 1.2 | 0.8 | 0.8 | 5.1  |
| Ervin Johnson    | 80 | 74 | 26.6 | 51.6 | 0.0  | 60.5 | 8.1 | 0.6 | 1.0 | 1.6 | 4.8  |
| Danny Manning    | 72 | 0  | 16.9 | 44.0 | 25.0 | 65.4 | 2.9 | 1.0 | 0.9 | 0.4 | 4.6  |
| J.R. Reid        | 34 | 7  | 17.7 | 41.7 | 14.3 | 76.8 | 3.4 | 0.5 | 0.6 | 0.1 | 4.4  |
| Robert Traylor   | 44 | 16 | 10.2 | 47.5 | 0.0  | 60.3 | 2.6 | 0.5 | 0.6 | 0.6 | 3.6  |
| Haywoode Workman | 23 | 1  | 10.8 | 37.1 | 37.9 | 69.2 | 0.7 | 1.9 | 0.5 | 0.0 | 2.9  |
| Mirsad Turkcan   | 10 | 0  | 6.5  | 42.9 | 0.0  | 62.5 | 2.3 | 0.4 | 0.1 | 0.1 | 2.9  |
| Rafer Alston     | 27 | 0  | 13.4 | 28.4 | 21.4 | 75.0 | 0.9 | 2.6 | 0.4 | 0.0 | 2.2  |

### Playoffs
| Jugador         | PJ | PT | MPP  | %TC  | %3P  | %TL   | RPP | APP | ROB | TPP | PPP  |
| --------------- | -- | -- | ---- | ---- | ---- | ----- | --- | --- | --- | --- | ---- |
| Ray Allen       | 5  | 5  | 37.2 | 44.4 | 38.5 | 90.9  | 6.6 | 2.6 | 1.6 | 0.0 | 22.0 |
| Sam Cassell     | 5  | 5  | 35.6 | 41.7 | 20.0 | 85.7  | 3.4 | 9.0 | 0.8 | 0.0 | 15.8 |
| Glenn Robinson  | 5  | 5  | 34.8 | 40.5 | 28.6 | 84.6  | 4.2 | 2.6 | 1.6 | 0.8 | 15.4 |
| Tim Thomas      | 5  | 0  | 28.4 | 49.2 | 33.3 | 82.4  | 4.8 | 2.0 | 0.2 | 0.8 | 15.4 |
| Scott Williams  | 5  | 0  | 18.6 | 63.9 | 0.0  | 83.3  | 5.6 | 0.4 | 0.4 | 1.0 | 10.2 |
| Ervin Johnson   | 5  | 5  | 31.0 | 50.0 | 0.0  | 61.1  | 9.8 | 0.4 | 1.2 | 1.2 | 6.2  |
| Vinny Del Negro | 5  | 0  | 18.6 | 43.3 | 0.0  | 0.0   | 1.6 | 1.8 | 0.6 | 0.0 | 5.2  |
| Darvin Ham      | 5  | 5  | 28.8 | 64.7 | 0.0  | 33.3  | 5.8 | 1.4 | 0.2 | 1.6 | 5.0  |
| Mirsad Turkcan  | 2  | 0  | 5.0  | 20.0 | 0.0  | 100.0 | 1.0 | 0.0 | 0.0 | 0.0 | 2.0  |
| Danny Manning   | 1  | 0  | 5.0  | 0.0  | 0.0  | 0.0   | 1.0 | 0.0 | 0.0 | 0.0 | 0.0  |
| Rafer Alston    | 4  | 0  | 4.0  | 0.0  | 0.0  | 0.0   | 0.0 | 0.3 | 0.0 | 0.0 | 0.0  |
| Robert Traylor  | 1  | 0  | 4.0  | 0.0  | 0.0  | 0.0   | 2.0 | 1.0 | 0.0 | 1.0 | 0.0  |

## Galardones y récords
| Jugador/Entrenador | Galardón |
| Ray Allen          | All-Star |
| Glenn Robinson     | All-Star |